# 덕벌초등학교
덕벌초등학교는 대한민국 충청북도 청주시 청원구 우암동에 있는 공립 초등학교이다.

## 학교 연혁
- 1989년 5월 22일 덕벌국민학교 설립인가
- 1990년 3월 2일 개교(1, 2, 3 학년 23학급)
- 1990년 4월 10일 덕벌국민학교 개교
- 1996년 3월 1일 덕벌초등학교로 개칭
- 1998년 3월 12일 덕벌초등학교 병설유치원 개원 (1학급)
- 2009년 2월 18일 제17회 졸업(180명,총 졸업생:4243명)
- 2015년 3월 1일 제13대 조광주 교장 부임
- 2015년 3월 1일 22학급 편성(특수학급 포함)

## 참고 자료
- 덕벌초등학교 - 한국교육학술정보원 학교알리미